# 1970–1971-es kupagyőztesek Európa-kupája
A KEK 1970–1971-es szezonja volt a kupa 11. kiírása. A győztes a Chelsea FC lett, miután a döntőben újrajátszás után legyőzte a Real Madrid CF együttesét.A labdarúgás történetében először dőlt el büntetőkkel a továbbjutás,mely a Budapest Honvédnak kedvezett a skót Aberdeennel szemben.

## Selejtező
| 1. csapat      | Össz. | 2. csapat     | 1. mérk. | 2. mérk. |
| -------------- | ----- | ------------- | -------- | -------- |
| Åtvidabergs FF | 1–3   | FK Partizani  | 1–1      | 0–2      |
| Bohemian FC    | 3–4   | TJ Gottwaldov | 1–2      | 2–2      |

## Első forduló
| 1. csapat           | Össz.                 | 2. csapat            | 1. mérk. | 2. mérk.   |
| ------------------- | --------------------- | -------------------- | -------- | ---------- |
| Kickers Offenbach   | 2–3                   | Club Brugge          | 2–1      | 0–2        |
| IB Akureyri         | 1–14                  | FC Zürich            | 1–7      | 0–7        |
| PFK CSZKA Szófia    | 11–1                  | FC Haka              | 9–0      | 2–1        |
| Arisz FC            | 2–6                   | Chelsea FC           | 1–1      | 1–5        |
| Aberdeen FC         | 4–4 (11-esekkel: 4–5) | Bp. Honvéd SE        | 1–3      | 3–1 (h.u.) |
| Manchester City FC  | 2–2 (ig.)             | Linfield FC          | 1–0      | 1–2        |
| Göztepe AŞ          | 5–1                   | US Luxembourg        | 5–0      | 0–1        |
| Aalborg BK          | 1–9                   | KS Górnik Zabrze     | 0–1      | 1–8        |
| TJ Gottwaldov       | 2–2 (ig.)             | PSV Eindhoven        | 2–1      | 0–1        |
| Karpati Lvov        | 3–4                   | FC Steaua București  | 0–1      | 3–3        |
| Olimpija Ljubljana  | 2–9                   | SL Benfica           | 1–1      | 1–8        |
| Vorwärts Berlin     | 1–1 (ig.)             | Bologna FC 1909      | 0–0      | 1–1        |
| Cardiff City FC     | 8–0                   | Pezoporikosz Larnaka | 8–0      | 0–0        |
| Strømsgodset IF     | 3–7                   | FC Nantes Atlantique | 0–5      | 3–2        |
| Hibernians FC       | 0–5                   | Real Madrid CF       | 0–0      | 0–5        |
| FC Wacker Innsbruck | 5–3                   | FK Partizani         | 3–2      | 2–1        |

## Második forduló
| 1. csapat        | Össz.                 | 2. csapat            | 1. mérk. | 2. mérk. |
| ---------------- | --------------------- | -------------------- | -------- | -------- |
| Club Brugge      | 4–3                   | FC Zürich            | 2–0      | 2–3      |
| PFK CSZKA Szófia | 0–2                   | Chelsea FC           | 0–1      | 0–1      |
| Bp. Honvéd SE    | 0–3                   | Manchester City FC   | 0–1      | 0–2      |
| Göztepe AŞ       | 0–4                   | KS Górnik Zabrze     | 0–1      | 0–3      |
| PSV Eindhoven    | 7–0                   | FC Steaua București  | 4–0      | 3–0      |
| SL Benfica       | 2–2 (11-esekkel: 3–5) | Vorwärts Berlin      | 2–0      | 0–2      |
| Cardiff City FC  | 7–2                   | FC Nantes Atlantique | 5–1      | 2–1      |
| Real Madrid CF   | 6–2                   | FC Wacker Innsbruck  | 0–1      | 2–0      |

## Negyeddöntő

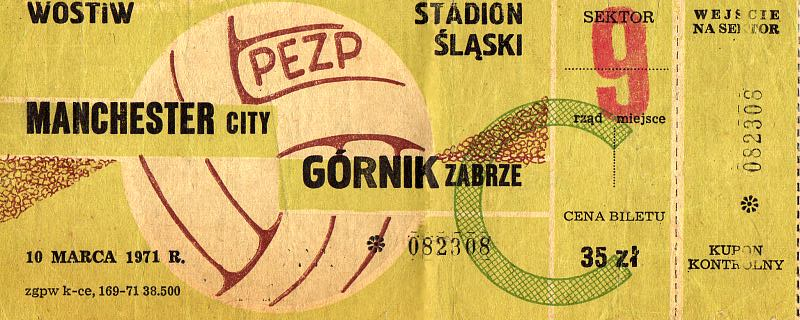
Egy jegy a Manchester City-Górnik Zabrze mérkőzésre (Chorzów)

| 1. csapat                                         | Össz. | 2. csapat        | 1. mérk. | 2. mérk.   |
| ------------------------------------------------- | ----- | ---------------- | -------- | ---------- |
| Club Brugge                                       | 2–4   | Chelsea FC       | 2–0      | 0–4 (h.u.) |
| Manchester City FC                                | 2–2   | KS Górnik Zabrze | 2–0      | 0–2 (h.u.) |
| Újrajátszás: 3–1, a Manchester City jutott tovább |       |                  |          |            |
| PSV Eindhoven                                     | 2–1   | Vorwärts Berlin  | 2–0      | 0–1        |
| Cardiff City FC                                   | 1–2   | Real Madrid CF   | 1–0      | 0–2        |

## Elődöntő
| 1. csapat     | Össz. | 2. csapat          | 1. mérk. | 2. mérk. |
| ------------- | ----- | ------------------ | -------- | -------- |
| Chelsea FC    | 2–0   | Manchester City FC | 1–0      | 1–0      |
| PSV Eindhoven | 1–2   | Real Madrid CF     | 0–0      | 1–2      |

## Döntő
| 1971. május 19. 20:30 |

| Chelsea    | 1–1 (h. u.)     | Real Madrid |
| ---------- | --------------- | ----------- |
| Osgood 56' | (0–0, 1–1, 1–1) | Zoco 90'    |

| Karaiszkakisz-stadion, Pireusz Nézőszám: 42 000 Játékvezető: Rudolf Scheurer (osztrák) |

Újrajátszás
| 1971. május 21. 20:30 |

| Chelsea                | 2–1   | Real Madrid |
| ---------------------- | ----- | ----------- |
| Osgood 33' Dempsey 39' | (2–0) | Fleitas 75' |

| Karaiszkakisz-stadion, Pireusz Nézőszám: 19 917 Játékvezető: Anton Bucheli (svájci) |

| Az 1970–1971-es kupagyőztesek Európa-kupája győztese |
| ---------------------------------------------------- |
| Chelsea FC 1. cím                                    |

## Lásd még
- 1970–1971-es bajnokcsapatok Európa-kupája
- 1970–1971-es vásárvárosok kupája